# Hans Lindberg
Hans Lindberg (Høje-Taastrup, 1981. augusztus 1. –) dán olimpiai, világ- és Európa-bajnok kézilabdázó, jobbszélső. Jelenleg a német Füchse Berlin játékosa.

## Pályafutása
Pályafutását a Team Helsinge nevezetű csapatban kezdte 1999-ben. 2005 és 2007 között a Viborg HK Játékosa volt. 2007-ben Németországba szerződött a HSV Hamburg gárdájához, ahol kilenc évet töltött. A Hamburggal 2011-ben megnyerte a német bajnokságot, valamint 2013-ban Bajnokok Ligája győztes, és a sorozat gólkirálya lett. A német bajnokságban háromszor lett gólkirály: 2010-ben, 2013-ban és 2022-ben. 2023 májusában a GWD Minden elleni bajnoki mérkőzésen Lindberg 12 gólt szerzett, amivel átvette a vezetést a Bundesliga örökranglistáján a szerzett gólokat tekintve. Pályafutása során ezzel már 2907 találatot jegyzett a német bajnokságban, a koreai Jun Gjongsint megelőzve, aki 2905 gólosan vonult vissza. 2023 decemberében pedig már a 3000-es határt is átlépte.
A dán válogatottban 2003-ban mutatkozhatott be. A 2008-as és a 2012-es Európa-bajnokságon arany, a 2011-es világbajnokságon ezüst, míg a 2007-es vb-n bronzérmet szerzett a nemzeti csapat tagjaként. A 2013-as világbajnokság legjobb jobbszélsőjének választották.

## Bundesliga statisztika
| Szezon    | Csapat        | Bajnokság  | Mérkőzések | Összes gól | Hetesek | Mezőnygól |
| --------- | ------------- | ---------- | ---------- | ---------- | ------- | --------- |
| 2007/08   | HSV Hamburg   | Bundesliga | 31         | 164        | 50      | 114       |
| 2008/09   | HSV Hamburg   | Bundesliga | 32         | 183        | 102     | 81        |
| 2009/10   | HSV Hamburg   | Bundesliga | 34         | 258        | 135     | 123       |
| 2010/11   | HSV Hamburg   | Bundesliga | 34         | 213        | 100     | 113       |
| 2011/12   | HSV Hamburg   | Bundesliga | 34         | 238        | 95      | 143       |
| 2012/13   | HSV Hamburg   | Bundesliga | 34         | 235        | 99      | 136       |
| 2013/14   | HSV Hamburg   | Bundesliga | 23         | 173        | 68      | 105       |
| 2014/15   | HSV Hamburg   | Bundesliga | 26         | 178        | 64      | 108       |
| 2015/16*  | Füchse Berlin | Bundesliga | 6          | 8          | 0       | 8         |
| 2016/17   | Füchse Berlin | Bundesliga | 27         | 140        | 65      | 75        |
| 2017/18   | Füchse Berlin | Bundesliga | 33         | 169        | 97      | 72        |
| 2018/19   | Füchse Berlin | Bundesliga | 29         | 160        | 83      | 77        |
| 2019/20   | Füchse Berlin | Bundesliga | 27         | 203        | 103     | 100       |
| 2020/21   | Füchse Berlin | Bundesliga | 34         | 197        | 111     | 86        |
| 2021/22   | Füchse Berlin | Bundesliga | 34         | 242        | 124     | 118       |
| 2022/23   | Füchse Berlin | Bundesliga | 28         | 156        | 82      | 74        |
| 2007–2023 | Összesen      | Bundesliga | 466        | 2917       | 1378    | 1539      |

- A 2015/16-os szezon közben a HSV Hamburg csapatát fizetésképtelenség miatt kizárták a német bajnokságból, eredményeit törölték. Ezzel együtt Lindberg addig szerzett 144 gólját is érvénytelenítették.[5]

## Sikerei

### Válogatottban
- Olimpia győztese: 2024
- Világbajnokság:
  - 1. hely: 2019, 2023
  - 2. hely: 2011, 2013
  - 3. hely: 2007
- Európa-bajnokság: 
  - 1. hely: 2008, 2012
  - 2. hely: 2014, 2024
  - 3. hely: 2022

### Klubcsapatban
- Bajnokok Ligája győztes: 2013
- EHF-kupa győztes: 2018
- Európa-liga győztes: 2023
- Dán bajnokság: 
  - 2. hely: 2007
- Bundesliga: 
  - 1. hely: 2011
  - 2. hely: 2009, 2010
- Német-szuperkupa:
  - 1. hely: 2009, 2010